# Rhysida carinulata
Rhysida carinulata är en mångfotingart som först beskrevs av Haase 1887.  Rhysida carinulata ingår i släktet Rhysida och familjen Scolopendridae. Inga underarter finns listade i Catalogue of Life.